# 布伦登·阿博特
布伦登·詹姆斯·阿博特（英語：Brenden James Abbott；1962年5月8日—），澳大利亚银行抢匪。据媒體报道，他盗窃了数百万澳元，人稱“明信片大盗”（The postcard bandit）。